# Kurt Elshot
Kurt Elshot (Paramaribo, 3 juli 1977) is een voormalig Nederlands profvoetballer die als verdediger speelde.
Elshot verhuisde op zijn tweede van de Surinaamse hoofdstad naar het Limburgse Geleen. Op zesjarige leeftijd vertrok Elshot naar Groningen, alwaar hij zijn voetballoopbaan bij SC Gronitas startte. Enkele jaren nadien maakte hij de overstap naar GVAV/Rapiditas. Bij laatstgenoemde club werd hij in 1995 gescout door FC Groningen, waarna hij in de zomer van dat jaar de overstap naar de club maakte. 
Op 31 maart 1996 maakte Elshot in de wedstrijd FC Utrecht – FC Groningen zijn debuut in het betaalde voetbal. De verdediger viel in de 70ste minuut in voor Mathias Rosén. Uiteindelijk speelde Elshot 243 wedstrijden in de hoofdmacht van FC Groningen, waarin hij vier keer tot scoren kwam. 
Op 22 maart 2005 tekende Elshot een contract bij NAC Breda, dat hem tot 1 juli 2010 aan de club verbond. Elshot was een snelle opkomende verdediger, die zijn tegenstander vaak doeltreffend wist uit te schakelen. In 2010 liep zijn contract in Breda af.
Tijdens een blessureperiode bij NAC ging hij kleding maken. Na zijn voetballoopbaan startte hij zijn eigen kledinglabel KURT. Op 2 augustus 2010 werd hij verkozen tot best geklede Eredivisie-voetballer van 2010.

## Clubstatistieken
| Seizoen | Club         | Duels | Goals | Competitie     |
| ------- | ------------ | ----- | ----- | -------------- |
| 1995/96 | FC Groningen | 2     | 0     | Eredivisie     |
| 1996/97 | FC Groningen | 16    | 0     | Eredivisie     |
| 1997/98 | FC Groningen | 27    | 0     | Eredivisie     |
| 1998/99 | FC Groningen | 26    | 0     | Eerste divisie |
| 1999/00 | FC Groningen | 32    | 0     | Eerste divisie |
| 2000/01 | FC Groningen | 33    | 1     | Eredivisie     |
| 2001/02 | FC Groningen | 19    | 1     | Eredivisie     |
| 2002/03 | FC Groningen | 27    | 0     | Eredivisie     |
| 2003/04 | FC Groningen | 31    | 0     | Eredivisie     |
| 2004/05 | FC Groningen | 30    | 2     | Eredivisie     |
| 2005/06 | NAC Breda    | 33    | 0     | Eredivisie     |
| 2006/07 | NAC Breda    | 14    | 0     | Eredivisie     |
| 2007/08 | NAC Breda    | 31    | 2     | Eredivisie     |
| 2008/09 | NAC Breda    | 10    | 0     | Eredivisie     |
| 2009/10 | NAC Breda    | 18    | 1     | Eredivisie     |
| 2011/13 | SV Huizen    | ?     | ?     | Hoofdklasse    |
| Totaal  | Totaal       | 331   | 7     |                |